# Locha hyalaria
Locha hyalaria är en fjärilsart som beskrevs av Herrich-Schäffer 1858. Locha hyalaria ingår i släktet Locha och familjen mätare. Inga underarter finns listade i Catalogue of Life.